# Mas d'en Brocà
El Mas d'en Brocà és una obra de Riudecanyes (Baix Camp) inclosa a l'Inventari del Patrimoni Arquitectònic de Catalunya.

## Descripció
Mas d'aproximadament 80 metres quadrats de superfície. Consta de planta baixa i un pis. Les parets més antigues són de pedra, mentre que les més noves són de rajola i maó, cobertes de teula i de paviment enrajolat. Ha estat reconstruïda recentment després d'un períodes d'abandonament. Prop del mas es troba l'arc d'obra que formava part d'un petit aqueducte.

## Història
L'antic mas de Brocà havia estat residència de l'escriptor Salvador de Brocà. A Riudecanyes morí l'historiador reusenc Guillem M. de Brocà. Existeix documentació sobre el mas anterior a 1906.